# Swedish Open 1973
Lo Swedish Open 1973 è stato un torneo di tennis giocato sulla terra rossa. È stata la 26ª edizione del torneo, che fa parte della categoria del Commercial Union Assurance Grand Prix 1973. Il torneo si è giocato a Båstad in Svezia dal 9 al 15 luglio 1973.

## Campioni

### Singolare maschile
Stan Smith ha battuto in finale  Manuel Orantes con il punteggio di 6–4 6–2 7–6

### Doppio maschile
Nikola Pilić /  Stan Smith hanno battuto in finale  Bob Carmichael /  Frew McMillan con il punteggio di 2–6, 6–4, 6–4